# Ofæruhöfði
Ofæruhöfði är ett berg i republiken Island. Den ligger i regionen Suðurland, 140 km öster om huvudstaden Reykjavík.  Toppen på Ofæruhöfði är 901 meter över havet.
Trakten runt Ofæruhöfði är nära nog obefolkad, med mindre än två invånare per kvadratkilometer. Det finns inga samhällen i närheten. Trakten runt Ofæruhöfði består i huvudsak av gräsmarker.